# Matinta acutidens
Espèce
Synonymes
- Mago acutidens Simon, 1900

Matinta acutidens est une espèce d'araignées aranéomorphes de la famille des Salticidae.

## Distribution
Cette espèce se rencontre au Brésil au Roraima, en Acre, en Amazonas et au Pará et au Guyana,.

## Description
Le mâle holotype mesure 7 mm.

## Publication originale
- Simon, 1900 : Études arachnologiques. 30e Mémoire. XLVII. Descriptions d'espèces nouvelles de la famille des Attidae. Annales de la Société Entomologique de France, vol. 69, p. 27-61 (texte intégral).